# Ronde van de Algarve 2016
De 42e editie van de wielerwedstrijd Ronde van de Algarve vond plaats van 17 tot 21 februari 2016 in de Algarve, in Portugal. De rittenwedstrijd startte in Lagos en eindigde op de Alto do Malhão in Silves. De ronde maakte deel uit van de UCI Europe Tour 2016, in de categorie 2.1. Deze editie werd voor de tweede opeenvolgende keer gewonnen door de Welshman Geraint Thomas.

## Deelnemende ploegen
| WorldTour         | ProContinentaal                  | Continentaal              |
| ----------------- | -------------------------------- | ------------------------- |
| Astana Pro Team   | Bora-Argon 18                    | Efapel                    |
| Cannondale-Garmin | Caja Rural-Seguros RGA           | LA Aluminios-Antarte      |
| Etixx-Quick Step  | Team Novo Nordisk                | Louletano-Ray Just Energy |
| Team Katjoesja    | Gazprom-RusVelo                  | Rádio Popular-Boavista    |
| Lotto Soudal      | Team Roth                        | Tavira                    |
| LottoNL-Jumbo     | Verva ActiveJet Pro Cycling Team | W52-Quinta da Lixa        |
| Movistar Team     |                                  |                           |
| Team Sky          |                                  |                           |
| FDJ               |                                  |                           |
| IAM Cycling       |                                  |                           |
| Tinkoff           |                                  |                           |
| Trek-Segafredo    |                                  |                           |

## Etappe-overzicht
Marcel Kittel won de eerste rit naar Albufeira in de massasprint. Luis León Sanchez won de tweede rit met aankomst op de Alto de Foia en nam de leiderstrui over van Kittel. Fabian Cancellara won de derde rit, een rijdrit van 19 km rond de Kaap Sint-Vincent, en Tony Martin werd leider nadat Sanchez moest opgeven na een zware val. Kittel pakte zijn tweede ritzege in Tavira en op de slotdag won Alberto Contador de rit naar de Alto do Malhão. Geraint Thomas werd vijfde op 28 seconden van de Spanjaard en werd eindwinnaar van de Ronde van de Algarve. Contador werd derde in eindstand.
| etappe | start                | finish                   | type                | afstand  | winnaar           | klassementsleider |
| ------ | -------------------- | ------------------------ | ------------------- | -------- | ----------------- | ----------------- |
| 1e     | Lagos                | Albufeira                | Vlakke rit          | 163,6km  | Marcel Kittel     | Marcel Kittel     |
| 2e     | Lagoa                | Alto da Foía (Monchique) | Heuvelrit           | 198,6 km | Luis León Sanchez | Luis León Sanchez |
| 3e     | Sagres               | Sagres                   | Individuele tijdrit | 19 km    | Fabian Cancellara | Tony Martin       |
| 4e     | São Brás de Alportel | Tavira                   | Heuvelrit           | 215,7 km | Marcel Kittel     | Tony Martin       |
| 5e     | Almodôvar            | Alto do Malhão           | Bergrit             | 169 km   | Alberto Contador  | Geraint Thomas    |

## Klassementsleiders
| Etappe      | Winnaar           | Algemeen          | Punten            | Berg              | Jongeren        |
| 1           | Marcel Kittel     | Marcel Kittel     | Marcel Kittel     | Kamil Gradek      | Sebastián Henao |
| 2           | Luis León Sanchez | Luis León Sanchez | Luis León Sanchez | Luis León Sanchez | Héctor Sáez     |
| 3           | Fabian Cancellara | Tony Martin       | Marcel Kittel     | Geraint Thomas    | Tiesj Benoot    |
| 4           | Marcel Kittel     | Tony Martin       | Marcel Kittel     | Geraint Thomas    | Tiesj Benoot    |
| 5           | Alberto Contador  | Geraint Thomas    | Marcel Kittel     | Alexandr Kolobnev | Tiesj Benoot    |
| Eindstanden | Eindstanden       | Geraint Thomas    | Marcel Kittel     | Alexandr Kolobnev | Tiesj Benoot    |

1960 · 1961 · 1962-1976 · 1977 · 1978 · 1979 · 1980 · 1981 · 1982 · 1983 · 1984 · 1985 · 1986 · 1987 · 1988 · 1989 · 1990 · 1991 · 1992 · 1993 · 1994 · 1995 · 1996 · 1997 · 1998 · 1999 · 2000 · 2001 · 2002 · 2003 · 2004 · 2005 · 2006 · 2007 · 2008 · 2009 · 2010 · 2011 · 2012 · 2013 · 2014 · 2015 · 2016 · 2017 · 2018 · 2019 · 2020 · 2021 · 2022 · 2023 · 2024 · 2025
Etappewedstrijden

 Ster van Bessèges · 
 Ronde van Valencia · 
 La Méditerranéenne · 
 Ronde van de Algarve · 
 Ruta del Sol · 
 Ronde van de Haut-Var · 
 Ronde van de Provence · 
 Driedaagse van West-Vlaanderen · 
 Internationale Wielerweek · 
 Internationaal Wegcriterium · 
 Driedaagse van De Panne-Koksijde · 
 Ronde van de Sarthe · 
 Ronde van Castilië en León · 
 Ronde van Trentino · 
 Ronde van Kroatië · 
 Ronde van Turkije · 
 Ronde van Yorkshire · 
 Ronde van Asturië · 
 Ronde van Azerbeidzjan · 
 Vierdaagse van Duinkerke · 
 Ronde van Madrid · 
 Ronde van Picardië · 
 Ronde van Cova da Beira · 
 Ronde van Noorwegen · 
 World Ports Classic · 
 Ronde van België · 
 Ronde van Estland · 
 Ronde van Luxemburg · 
 Boucles de la Mayenne · 
 Ster ZLM Toer · 
 Ronde van Slovenië · 
 Ronde van Oostenrijk · 
 Sibiu Cycling Tour · 
 Ronde van Rhône Alpes-Valromey · 
 Ronde van Wallonië · 
 Ronde van Denemarken · 
 Ronde van Portugal · 
 Ronde van Burgos · 
 Ronde van Gévaudan Languedoc-Roussillon · 
 Ronde van de Ain · 
 Ronde van Tsjechië · 
 Arctic Race of Norway · 
 Ronde van de Limousin · 
 Ronde van Poitou-Charentes · 
 Tour des Fjords · 
 Ronde van Groot-Brittannië · 
 Ronde van Toscane · 
 Eurométropole Tour
Eendaagse wedstrijden

 Trofeo Felanitx-Ses Salines-Campos-Porreres · 
 Trofeo Pollença-Port de Andratx · 
 Trofeo Serra de Tramuntana · 
 Trofeo Playa de Palma-Palma · 
 GP La Marseillaise · 
 Grote Prijs van de Etruskische Kust · 
 Ronde van Murcia · 
 Clásica de Almería · 
 Trofeo Laigueglia · 
 Omloop Het Nieuwsblad · 
 Classic Sud Ardèche · 
 GP Lugano · 
 Kuurne-Brussel-Kuurne · 
 La Drôme Classic · 
 Le Samyn · 
 Strade Bianche · 
 GP Industria & Artigianato · 
 Ronde van Drenthe · 
 Nokere Koerse · 
 GP Nobili Rubinetterie · 
 Handzame Classic · 
 Classic Loire-Atlantique · 
 Grote Prijs van Cholet-Pays de Loire · 
 Dwars door Vlaanderen · 
 Route Adélie de Vitré · 
 Grote Prijs Miguel Indurain · 
 Volta Limburg Classic · 
 Ronde van La Rioja · 
 Parijs-Camembert · 
 Scheldeprijs · 
 Klasika Primavera · 
 Brabantse Pijl · 
 GP Denain · 
 Ronde van de Finistère · 
 Ronde van de Apennijnen · 
 Tro-Bro Léon · 
 La Roue Tourangelle · 
 Rund um den Finanzplatz Eschborn-Frankfurt · 
 Velothon Wales · 
 Grote Prijs van de Somme · 
 Grote Prijs van Plumelec · 
 Boucles de l'Aulne  · 
 Velothon Berlin · 
 GP Kanton Aargau · 
 Ronde van Keulen · 
 Ronde van Limburg · 
 Velothon Copenhagen · 
 Halle-Ingooigem · 
 GP Cerami · 
 Velothon Stuttgart · 
 Prueba Villafranca de Ordizia · 
 Rad am Ring · 
 Circuito de Getxo · 
 RideLondon Classic · 
 Polynormande · 
 Dwars door het Hageland · 
 Arnhem-Veenendaal Classic · 
 GP Jef Scherens · 
 GP Stad Zottegem · 
 Druivenkoers Overijse · 
 Schaal Sels · 
 Brussels Cycling Classic · 
 GP Fourmies · 
 Velothon Stockholm · 
 Ronde van de Doubs · 
 GP van Wallonië · 
 Coppa Bernocchi · 
 Coppa Agostoni · 
 Kampioenschap van Vlaanderen · 
 Grote Prijs Impanis-Van Petegem · 
 Memorial Marco Pantani · 
 GP van Isbergues · 
 GP Industria & Commercio di Prato · 
 Coppa Sabatini · 
 Ronde van Emilia · 
 Duo Normand · 
 GP Beghelli · 
 Ronde van de Drie Valleien · 
 Milaan-Turijn · 
 Ronde van Piemonte · 
 Ronde van de Vendée · 
 Ronde van het Münsterland · 
 Binche-Chimay-Binche · 
 Parijs-Bourges · 
 Parijs-Tours · 
 Nationale Sluitingsprijs